# Palčana kost
Palčana kost (lat. radius) ili žbična kost je duga kost, koja je smještena na lateralnoj strani podlaktice, usporedno sa lakatnom kosti (lat. ulna).

## Strukture
Na palčanoj kosti razlikujemo gornji kraj, trup i donji kraj.

### Gornji (proksimalni) kraj, glava kosti
Gornji kraj (glava palčane kosti (lat. caput radii)) okružena je zglobnom površinom za zglob s lakatnom kosti. Na gornjoj strani glave nalazi se zglobna ploština za zglob sa ramenom kosti (lat. humerus).

### Trup
Na trupu plačane kosti razlikujemo tri ploštine i tri ruba:
- prednja ploština
- stražnja ploština
- lateralna ploština
- prednji rub
- stražnji rub
- medijalni rub

### Donji (distalni) kraj
Donji kraj je masivniji nego gornji. Na donjoj strani sadrži zglobnu ploštinu za kosti pešća, a na medijalnoj strani urez za distalni zglob s lakatnom kosti. 

## Zglobovi
Palčana kost je uzglobljena sa:
- ramenom kosti (lat. humerus) u lakatnom zglobu
- lakatnom kosti, na proksimalnom i distalnom kraju, te je povezana s lakatnom kosti međukoštanom opnom podlaktice.
- s kosti pešća, ustvari: čunastom kosti (lat. os scaphoideum) i polumjesečastom kosti (lat. os lunatum).